# Stathmopoda rubripicta
Stathmopoda rubripicta is een vlinder uit de familie Stathmopodidae. De wetenschappelijke naam van de soort is voor het eerst geldig gepubliceerd in 1922 door Meyrick.